# Liga Colombiana de Béisbol Profesional 1953
La temporada de la Liga Colombiana de Béisbol Profesional 1953 fue la 6° de la primera época de este campeonato disputada del 13 de marzo de 1953 al 12 de julio de 1953. Un total de 4 equipos participaron en la competición.

## Equipos participantes
| Equipo                  | Fundación | Departamento | Ciudad       | Estadio                   | Capacidad |
| Torices de Cartagena    | 1948      | Bolívar      | Cartagena    | Estadio Once de Noviembre | 12 000    |
| Indios de Cartagena     | 1948      | Bolívar      | Cartagena    | Estadio Once de Noviembre | 12 000    |
| Willard de Barranquilla | 1953      | Atlántico    | Barranquilla | Estadio Tomás Arrieta     | 8 000     |
| Vanytor de Barranquilla | 1953      | Atlántico    | Barranquilla | Estadio Tomás Arrieta     | 8 000     |

## Novedades
Los equipos Hit de Barranquilla y Filtta de Barranquilla fueron reemplazados por Vanytor y Willard de las mismas ciudades.

## Temporada regular
Cada equipo disputó 51 a 52 juegos en total.
| Pos | Equipo                  | JJ | JG | JP | AVG.  | Dif  |
| --- | ----------------------- | -- | -- | -- | ----- | ---- |
| 1.  | Willard de Barranquilla | 52 | 35 | 17 | 0.673 | ---  |
| 2.  | Vanytor de Barranquilla | 51 | 29 | 22 | 0.568 | 5,5  |
| 3.  | Indios de Cartagena     | 52 | 21 | 31 | 0.404 | 14,0 |
| 4.  | Torices de Cartagena    | 51 | 18 | 33 | 0.353 | 17,5 |

| Colombia                                   |
| Campeón Torices de Cartagena Primer título |

## Los mejores
| Stat                     | Jugador                                 | Total |
| ------------------------ | --------------------------------------- | ----- |
| Porcentaje de bateo (BA) | Dalmiro Finol (WIL)                     | .331  |
| Hits (H)                 | Victoriano Moreno (TOR)                 | 63    |
| Carrera impulsada (RBI)  | Fernando Díaz Pedrozo (TOR)             | 28    |
| Carrera anotada (R)      | Pedro Pages (TOR) Dalmiro Finol (WIL)   | 31    |
| Dobles (2B)              | Pedro Pages (TOR) Dalmiro Finol (WIL)   | 7     |
| Triples (3B)             | Pedro Pages (TOR)                       | 2     |
| Home run (HR)            | Roberto Ortiz (VAN) Dalmiro Finol (WIL) | 9     |
| Robo de base (SB)        | Humberto Vargas (IND)                   | 15    |

| Stat                 | Jugador              | Total         |
| -------------------- | -------------------- | ------------- |
| Juegos ganados (GAN) | Armando García (IND) | 7W-0L (1.000) |
| Efectividad (ERA)    | Antonio García (IND) | 0.97          |
| Ponches (SO)         | José Velásquez (VAN) | 83            |